# 1000年代
| 千纪： | 1千纪                                                                                            |
| 世纪： | 9世纪 \| 10世纪 \| 11世纪                                                                        |
| 年代： | 970年代 \| 980年代 \| 990年代 \| 1000年代 \| 1010年代 \| 1020年代 \| 1030年代                    |
| 年份： | 1000年 \| 1001年 \| 1002年 \| 1003年 \| 1004年 \| 1005年 \| 1006年 \| 1007年 \| 1008年 \| 1009年 |

## 大事记

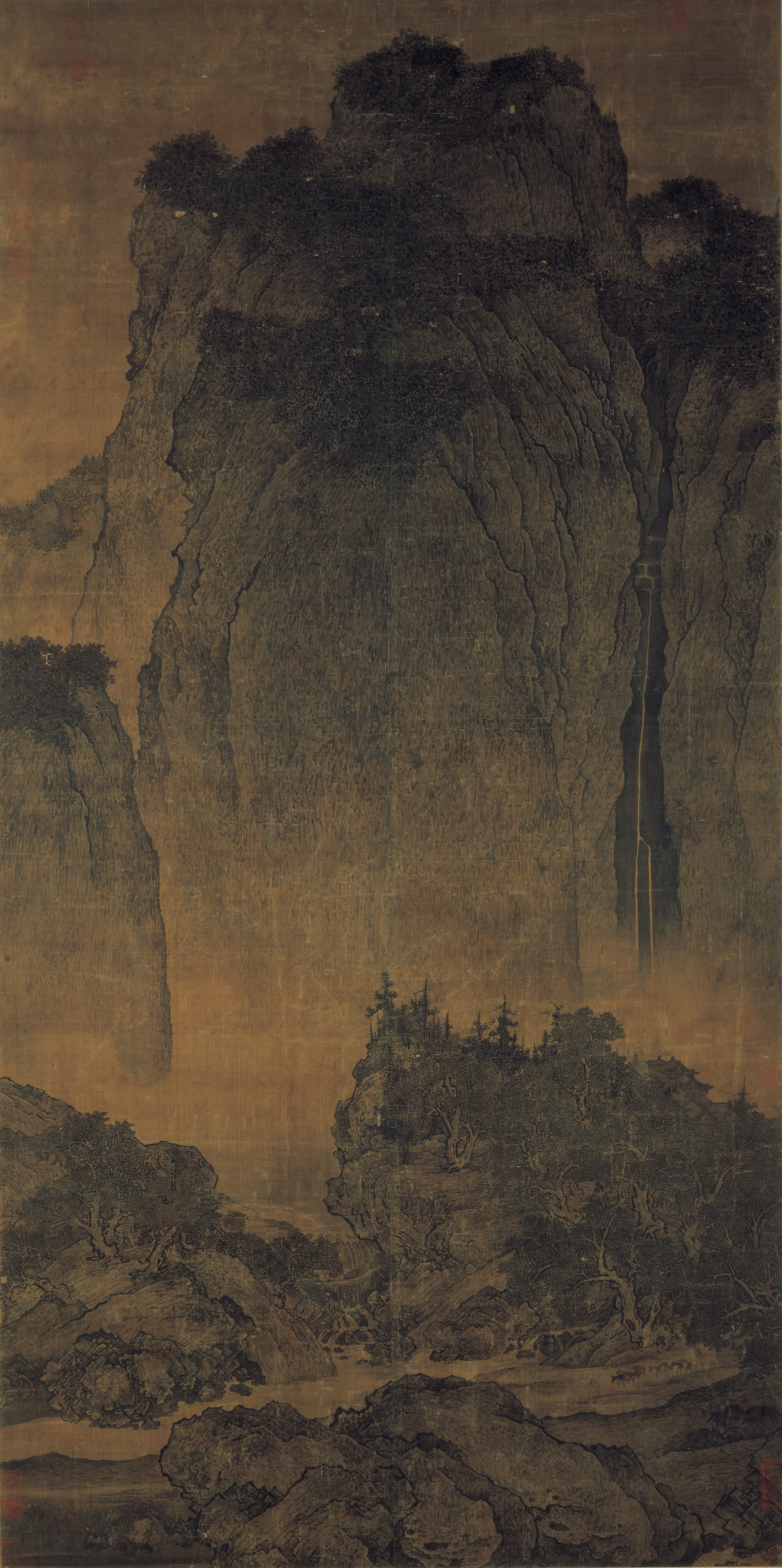
范寬畫於11世紀初期的《谿山行旅圖》，其成就被譽為中國山水畫裡最高的一座山。

- 北美洲可能已由維京人萊弗·艾瑞克森從大西洋岸登陸探索（加拿大紐芬蘭一帶海域），並繪製成文蘭島地圖。
- 1002年－东罗马帝国和保加利亚之间爆发战争。
- 1002年11月13日——英国国王下令处死所有在英国的丹麦人。
- 1009年3月9日——由於《奎德林堡編年史》的紀載，成為立陶宛名稱首次的書面紀錄。

## 出生
- 君士坦丁九世（約1000年－1055年），東羅馬帝國皇帝。
- 伊薩克一世·康尼努斯（希臘語：Ισαάκιος Α' Κομνηνός，約1005年－約1060年），是东罗马帝國科穆寧王朝的第一個皇帝（1057年－1059年在位）。
- 愛德華（約1004年－1066年1月5日）是英國的韋塞克斯王朝君主（1042年至1066年在位），因為對基督教信仰有無比的虔誠，被稱作「懺悔者」。